# Doktorce
Doktorce – wieś w Polsce położona w województwie podlaskim, w powiecie białostockim, w gminie Suraż. Leży nad Narwią.
| SIMC    | Nazwa       | Rodzaj    |
| ------- | ----------- | --------- |
| 1010986 | Nowy Koniec | część wsi |
| 1011000 | Piaski      | część wsi |

W latach 1975–1998 miejscowość administracyjnie należała do województwa białostockiego.
Podczas wojny obronnej 1939 roku w dniu 16 września we wsi stacjonował 1 pułk Ułanów Krechowieckich.
W 1941 hitlerowcy spacyfikowali wieś. Zabudowania spalono. Aresztowano i zamordowano w Grabówce k. Białegostoku Jana i Michała Paśników oraz Józefa Pukszę. Niemcy aresztowali także Michała Tomczaka, którego los pozostaje nieznany. 
Wierni kościoła rzymskokatolickiego należą do parafii Wniebowstąpienia Pańskiego w Strabli.